# Motor Szics
A Motor Szics (ukránul: Мотор Сiч) a világ egyik legnagyobb repülőgép- és helikopter-hajtóműveket, valamint erőművi gázturbinákat gyártó vállalata, központja az ukrajnai Zaporizzsjában található. A hajtóműgyártás mellett a cég helikopterek nagyjavításával is foglalkozik, valamint helikopter-reduktorok és helikopterek sorozatgyártására is készültek.

## Története
A gyárat 1907-ben alapították az akkor még Alekszandrovszk nevű településen (1921-től Zaporozsje, ukránul Zaporizzsja). Kezdetben mezőgazdasági eszközöket gyártott, acél és réz öntödével rendelkezett. 1915-ben megvásárolta a Deka Rt., amely a mezőgazdasági berendezések helyett a motorgyártásra állította át a céget. Az első gyártmányuk a Deka M–100 típusú hathengeres folyadékhűtéses benzinmotor volt. A szovjet időkben Zaporozsjei Motorgyár néven működött, és több dugattyús repülőgépmotor-típus gyártását végezte. 1953-ban kezdődött el a gázturbinás hajtóművek gyártása. Az első típusok az RD–45 és RD–500 gázturbinás sugárhajtóművek voltak. 1957-ben indult be az Alekszandr Ivcsenko vezetése alatt, a gyár szervezeti keretei között működő tervezőirodában kifejlesztett AI–20, majd 1962-ben az AI–24 légcsavaros gázturbinák gyártása. 1967-től gyártanak kétáramú gázturbinás sugárhajtóműveket, az első ilyen típus az AI–25 volt. A zaporizzsjai motorgyár a volt Szovjetunióban a legjelentősebb helikopter-hajtómű gyártó volt, a Mil és Kamov sorozatok szinte mindegyik gázturbinás típusában zaporizzsjai hajtóművet alkalmaztak. A vállalat 1995-től nyílt részvénytársasági formában, Motor Szics néven működik. A motorgyár részeként működött, hajtóművek fejlesztésével és tervezésével foglalkozó, Alekszandr Georgijevics Ivcsenko és Vlagyimir Alekszejevics Lotarjov nevéhez kötődő OKB–478 tervezőiroda ma az Ivcsenko–Progresz (Івченко–Прогрес) nevet viseli.
Az Ukrajna elleni orosz invázió idején, 2022. októberben az Ukrán Biztonsági Szolgálat őrizetbe vette a Motor Szics elnökét, az ország egyik leggazdagabb emberét, Vjacseszlav Bohuszlajevet. Azzal vádolják, hogy kollaborált, mivel a cég nemzetközi csatornákon keresztül nagy tételekben repülőgép-hajtóműveket adott el az orosz légierő számára.

## A vállalat egységei

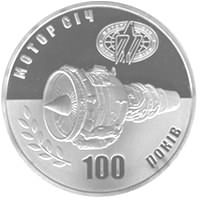
A Motor Szics fennállásának 100. évfordulója alkalmából kiadott érme

### Zaporizzsjai Motorgyár

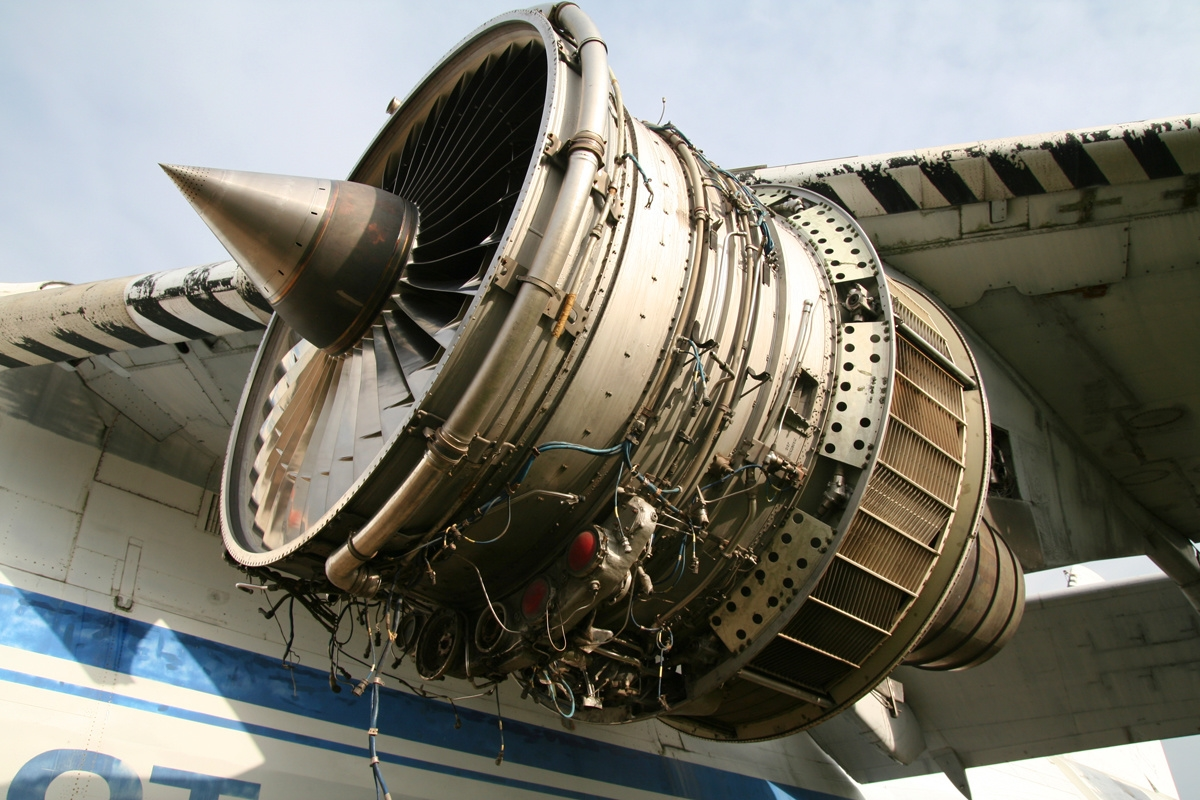
D–18T gázturbinás sugárhajtómű

A Zaporizzsjai Motorgyár a vállalat központi egysége. Az 1907-ben alapított üzem ma repülőgép hajtóműveket, erőművi gázturbinákat és berendezéseket, valamint gáz- és olajvezetékekhez szükséges berendezéseket gyárt.

### Omelcsenko Motorgyár
Eredetileg a D–18T gázturbinás sugárhajtómű teszteléséhez építettek meg egy külön üzemet, majd felépült egy öntöde is. 1988-ban ennek a bázisán hozták létre az Omelcsenko Motorgyárat. A gyár fő tevékenysége öntött gázturbina alkatrészek előállítása, elsősorban egykristály-turbinalapátok gyártása. A gyárban 1000–6000 kW teljesítményű erőművi gázturbinák is készülnek.

### Közszükségleti cikkek gyára
Az 1994-ben létrehozott egységnél közszükségleti cikkek gyártása folyik.

### Sznyizsnei Gépgyár
A Zaporizzsjai Motorgyár első fiók-kirendeltsége volt, amelyből 1974-ben létrehozták a Donecki terület Sznyizsne városában a Sznyizsnei Gépgyárat. Elsősorban gázturbina-alkatrészeket (kompresszor forgórészét, kompresszor- és turbinalapátokat) gyárt. A hajtóműalkatrészek mellett vasúti hidraulikus berendezéseket, gőzkazánokat és bányaipari berendezéseket is gyárt. A sznyizsnei gyár 2014-től orosz megszállás alatt van, így a Motor Szics nem tudja gyakorolni a tulajdonosi jogait. Emiatt a cég 2017 decemberében átmenetileg egy külföldi vállalat irányítása alá helyezte a zsnyizsnei gyárat.

### Volocsiszki Gépgyár
1971-ben hozták létre a Hmelnickiji terület Volocsiszk nevű városában. Gázturbina-alkatrészek előállításával foglalkozik, ezen kívül légcsavaros gázturbinák javítását is végzi.

### Motor Szics Légitársaság
Fő szócikk: Motor Szics Légitársaság
Az 1984-ben alapított légitársaság utas- és teherszállítást végez, repülőgépekkel (Jak–40, Jak–42, An–12, An–24, An–26, An–74TK-400 és An–140), valamint helikopterekkel rendelkezik.

### Egyéb érdekeltségek
A Motor Szics 100%-os tulajdonában van a zaporizzsjai Aleksz tv- és rádiócsatorna.
A pénzügyi szolgáltatásokat végző Motor Bankot 2007-ben hozta létre a Motor Szics.  A bankot részben közvetlenül, részben a Motor Harant biztosítótársaságon keresztül birtokolja.

## Főbb gyártmányai

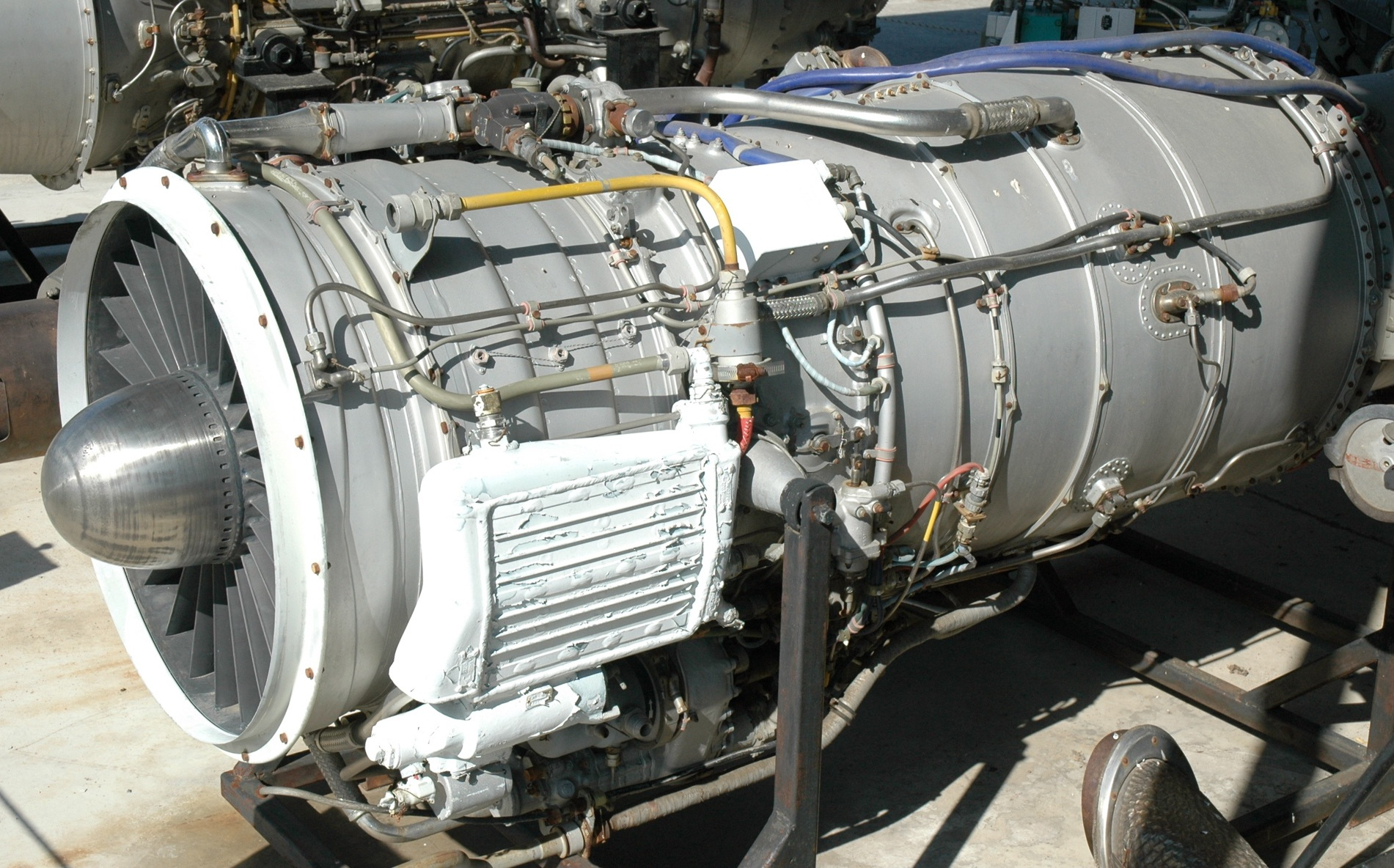
Az AI–25TL kétáramú gázturbinás sugárhajtómű

### Repülőgép-hajtóművek
- Kétáramű gázturbinás sugárhajtóművek (D–36, D–346, D–18T, AI–25, AI–22, AI–222)
- Légcsavar-ventilátoros gázturbinás hajtóművek (D–27)
- Légcsavaros gázturbinák (TV3–117VMA–SZBM1, AI–20, AI–24)

### Helikopter-hajtóművek
- Szabadturbinás hajtóművek (MSZ–500V, VK–1500, D–136, TV3–117VM, TV3–117VMA)

### Egyéb gázturbinák
- Fedélzeti segédhajtóművek (AI–8, AI–9, AI–9V, AI9–3B)
- Statikus gázturbinák (D–336, AI–336)
- Erőművi gázturbinák (Motor Szics EG–1000, PAESZ–2500, EG–2500, EG–6000, EG–8000